# Kanton Rochefort-en-Terre
Kanton Rochefort-en-Terre (francouzsky Canton de Rochefort-en-Terre) je francouzský kanton v departementu Morbihan v regionu Bretaň. Tvoří ho osm obcí.

## Obce kantonu
- Caden
- Limerzel
- Malansac
- Pluherlin
- Rochefort-en-Terre
- Saint-Congard
- Saint-Gravé
- Saint-Laurent-sur-Oust